# Kabinett Yıldırım
Das Kabinett Yıldırım war die 65. Regierung der Türkei und wurde nach dem Rücktritt des Ministerpräsidenten Ahmet Davutoğlu am 22. Mai 2016 gebildet. Davutoğlus Nachfolger Binali Yıldırım stellte am 24. Mai dem Staatspräsidenten Recep Tayyip Erdoğan sein neues Kabinett vor. Am 29. Mai erhielt es vom Parlament das Vertrauensvotum. Die Regierungszeit endete mit der Parlamentswahl in der Türkei am 24. Juni 2018. Bis zur Vereidigung des neuen Kabinetts am 9. Juli 2018 blieb die Regierung geschäftsführend im Amt.

## Minister
Alle Minister entstammen der AKP. Darunter sind nur zwei Frauen: die Ministerin für Familie und Sozialpolitik sowie die Ministerin für Arbeit und Soziale Sicherheit.
Am 19. Juli 2017 bildete Yıldırım das Kabinett um: Bekir Bozdağ und Hakan Çavuşoğlu wurden stellvertretende Ministerpräsidenten. Abdülhamit Gül wurde neuer Justizminister. Recep Akdağ wurde Nachfolger von Nurettin Canikli. Canikli selbst wurde Verteidigungsminister. Zudem wurden Fikri Işık, Ahmet Eşref Fakıbaba, Numan Kurtulmuş, Ahmet Demircan, Jülide Sarıeroğlu und Osman Aşık Bak neue Minister. Süleyman Soylu trat am 31. August desselben Jahres den Posten des Innenministers an.
| deutsche Amtsbezeichnung                               | türkische Amtsbezeichnung                  | Amtsinhaber            | Partei | Amtsbeginn      |
| ------------------------------------------------------ | ------------------------------------------ | ---------------------- | ------ | --------------- |
| Ministerpräsident                                      | Başbakan                                   | Binali Yıldırım        | AKP    | 24. Mai 2016    |
| Stellvertretender Ministerpräsident                    | Başbakan Yardımcısı                        | Recep Akdağ            | AKP    | 19. Juli 2017   |
| Stellvertretender Ministerpräsident                    | Başbakan Yardımcısı                        | Bekir Bozdağ           | AKP    | 19. Juli 2017   |
| Stellvertretender Ministerpräsident                    | Başbakan Yardımcısı                        | Mehmet Şimşek          | AKP    | 24. Mai 2016    |
| Stellvertretender Ministerpräsident                    | Başbakan Yardımcısı                        | Hakan Çavuşoğlu        | AKP    | 19. Juli 2017   |
| Stellvertretender Ministerpräsident                    | Başbakan Yardımcısı                        | Fikri Işık             | AKP    | 19. Juli 2017   |
| Justizminister                                         | Adalet Bakanı                              | Abdülhamit Gül         | AKP    | 19. Juli 2017   |
| Ministerin für Familie und Sozialpolitik               | Aile ve Sosyal Politikalar Bakanı          | Fatma Betül Sayan Kaya | AKP    | 24. Mai 2016    |
| Minister für Europäische Union                         | Avrupa Birliği Bakanı                      | Ömer Çelik             | AKP    | 24. Mai 2016    |
| Minister für Wissenschaft, Industrie und Technologie   | Bilim, Sanayi ve Teknoloji Bakanı          | Faruk Özlü             | AKP    | 24. Mai 2016    |
| Minister für Arbeit und Soziale Sicherheit             | Çalışma ve Sosyal Güvenlik Bakanı          | Jülide Sarıeroğlu      | AKP    | 19. Juli 2017   |
| Minister für Umwelt und Stadtplanung                   | Çevre ve Şehircilik Bakanı                 | Mehmet Özhaseki        | AKP    | 24. Mai 2016    |
| Minister für Auswärtige Angelegenheiten                | Dışişleri Bakanı                           | Mevlüt Çavuşoğlu       | AKP    | 24. Mai 2016    |
| Wirtschaftsminister                                    | Ekonomi Bakanı                             | Nihat Zeybekci         | AKP    | 24. Mai 2016    |
| Minister für Energie und Naturschätze                  | Enerji Ve Tabii Kaynaklar Bakanlığı        | Berat Albayrak         | AKP    | 24. Mai 2016    |
| Minister für Jugend und Sport                          | Gençlik ve Spor Bakanı                     | Osman Aşkın Bak        | AKP    | 19. Juli 2017   |
| Minister für Ernährung, Landwirtschaft und Tierhaltung | Gıda, Tarım ve Hayvancılık Bakanı          | Ahmet Eşref Fakıbaba   | AKP    | 19. Juli 2017   |
| Minister für Zoll und Handel                           | Gümrük ve Ticaret Bakanı                   | Bülent Tüfenkci        | AKP    | 24. Mai 2016    |
| Minister für Innere Angelegenheiten                    | İçişleri Bakanı                            | Süleyman Soylu         | AKP    | 31. August 2016 |
| Minister für Entwicklung                               | Kalkınma Bakanı                            | Lütfi Elvan            | AKP    | 24. Mai 2016    |
| Minister für Kultur und Tourismus                      | Kültür ve Turizm Bakanı                    | Numan Kurtulmuş        | AKP    | 19. Juli 2017   |
| Finanzminister                                         | Maliye Bakanı                              | Naci Ağbal             | AKP    | 24. Mai 2016    |
| Minister für Nationale Bildung                         | Millî Eğitim Bakanı                        | İsmet Yılmaz           | AKP    | 24. Mai 2016    |
| Minister für Nationale Verteidigung                    | Millî Savunma Bakanı                       | Nurettin Canikli       | AKP    | 19. Juli 2017   |
| Minister für Forst- und Wasserwirtschaft               | Orman ve Su İşleri Bakanı                  | Veysel Eroğlu          | AKP    | 24. Mai 2016    |
| Gesundheitsminister                                    | Sağlık Bakanı                              | Ahmet Demircan         | AKP    | 19. Juli 2017   |
| Minister für Verkehr, Schifffahrt und Kommunikation    | Ulaştırma, Denizcilik ve Haberleşme Bakanı | Ahmet Arslan           | AKP    | 24. Mai 2016    |